# Eisothistos macrurus
Eisothistos macrurus är en kräftdjursart som beskrevs av Johann-Wolfgang Wägele 1979. Eisothistos macrurus ingår i släktet Eisothistos och familjen Expanathuridae. Inga underarter finns listade i Catalogue of Life.